# جورج ويلهلم أوتو فون رييس
جورج ويلهلم أوتو فون رييس (بالألمانية: Georg Wilhelm Otto von Ries)‏ (و. 1763 – 1846 م) هو شاعر، وكاتب ألماني، ولد في هاناو، توفي في كوبنهاغن، عن عمر يناهز 83 عاماً.